# Zwierzyniec
Zwierzyniec (pronunciación en polaco: /zvjɛˈʐɨɲɛt͡s/) es un pueblo en el distrito administrativo de Gmina Busko-Zdrój, dentro del condado de Busko, voivodato de Świętokrzyskie, en el centro-sur de Polonia. Se encuentra aproximadamente 6 kilómetros al norte de Busko-Zdrój y 42 kilómetros al sur de la capital regional Kielce. 